# (525816) 2005 SF278
(525816) 2005 SF278 est un objet transneptunien binaire en résonance 4:7 avec Neptune, il a un diamètre d'environ 126 km et un satellite d'environ 111 km.
Le satellite a été découvert en 2014, il orbite à 10 275 ± 25 km,.